# 莪仑
莪仑（Gurun）是马来西亚吉打的一个小镇，属于瓜拉姆达县。“莪仑”这词在马来语的意思是沙漠。吉打最高山日莱峰就位于莪仑西部。佐哈里阿都是立法议会莪仑议员，

## 地区
莪占必叻（Guar Chempedak）